# اولیویه بونر
اولیویه بونر (فرانسوی: Olivier Bonnaire‎؛ زادهٔ ۲ مارس ۱۹۸۳) دوچرخه‌سوار اهل فرانسه است.
از باشگاه‌هایی که در آن رکاب زده‌است می‌توان به تیم دوچرخه‌سواری اف‌دی‌جی و تیم دوچرخه‌سواری دیرکت انرژی اشاره کرد.